# Zeledonia coronata
La reinita de Zeledón (Zeledonia coronata), también denominada zeledonia (en Costa Rica y Panamá)  o chipe ratona, es una especie de ave paseriforme, la única en el género Zeledonia y en la familia Zeledoniidae. Es nativa de América Central. Su nombre conmemora al ornitólogo costarricense José Castulo Zeledón.

## Taxonomía
Su taxonomía ha sido complicada y discutida. Tradicionalmente se clasificaba en las familias Turdidae o Troglodytidae y posteriormente en Parulidae, considerado próximo al género Basileuterus; o bien en su propia familia (Zeledoniidae), Los análisis genéticos posteriores lo situaban en una posición basal indefinida (Incertae sedis) entre Parulidae e Icteridae. Los análisis genético-moleculares más recientes muestran que no parece pertenecer a Parulidae. Las últimas investigaciones sugieren que es más recomendable tratarlo en su propia familia, probablemente como hermano de Teretistridae, y ambos por su vez, hermanados al par formado por Icteridae y Parulidae.
Los recientes cambios taxonómicos ya fueron adoptados por el Congreso Ornitológico Internacional (IOC) y por Clements checklist v.2018.

## Descripción

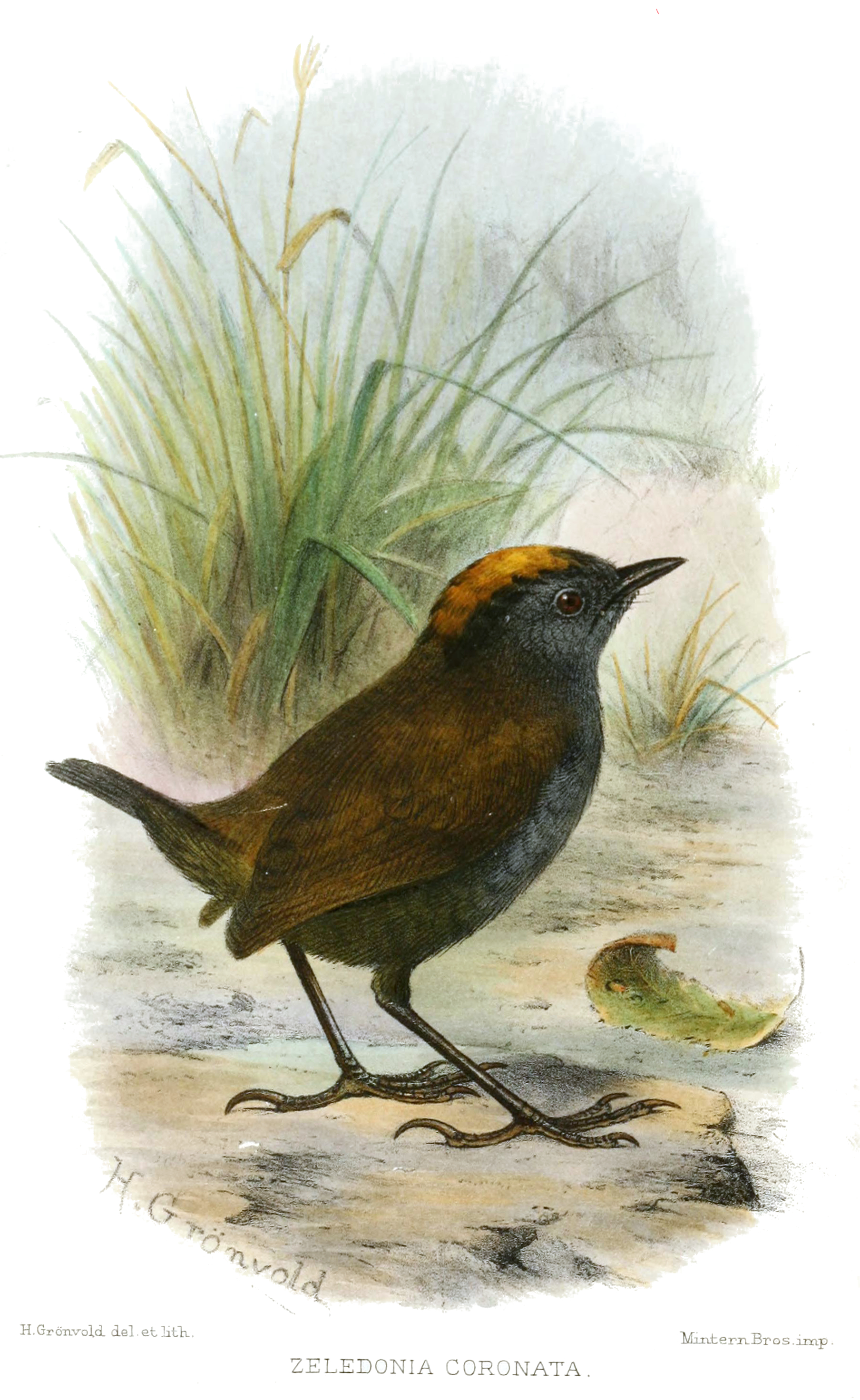
Zeledonia coronata, ilustración de Henrik Grönvold para The Ibis, 1905.

Es un pájaro rechoncho, de patas largas, alas redondeadas y cola corta, que tiene una longitud total de unos 11,5 cm. Su plumaje es principalmente gris, con los flancos y las coberteras de las alas verde oliváceas, como los bordes de las plumas de vuelo. Presenta un pequeño penacho eréctil de color amarillo anaranjado flanqueado por listas pileales laterales negras. Su pico es corto y negro, y sus patas de largos tarsos parduzcas.

## Distribución y hábitat
Se encuentra en Costa Rica y el oeste de Panamá. Su hábitat preferido son los carrizales y herbazales húmedos cercanos a las selvas o en su interior. 

## Comportamiento
Se alimenta de insectos, que busca principalmente por el suelo y la vegetación baja. 